# Phalanta
Phalanta är ett släkte av fjärilar. Phalanta ingår i familjen praktfjärilar.

## Bildgalleri

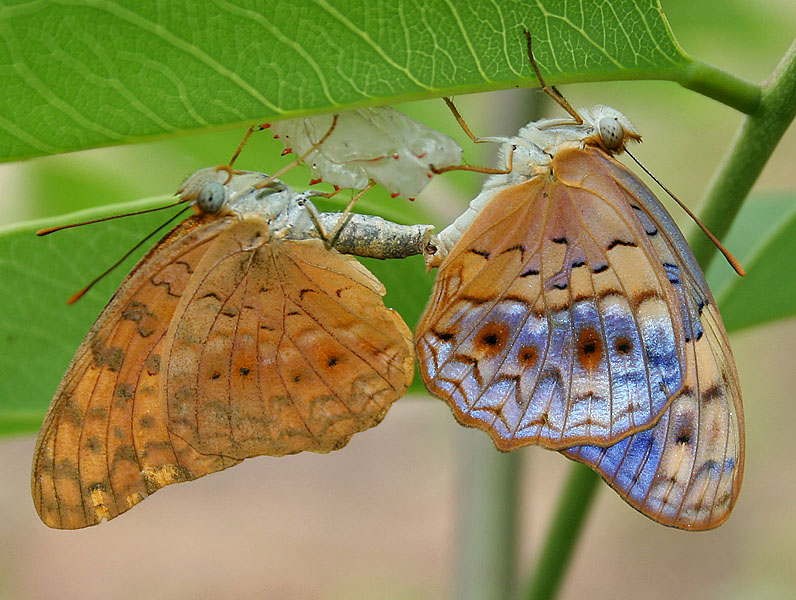
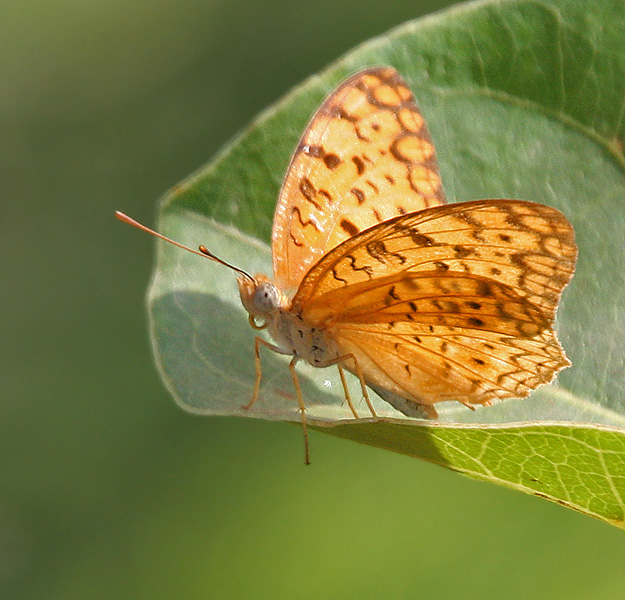
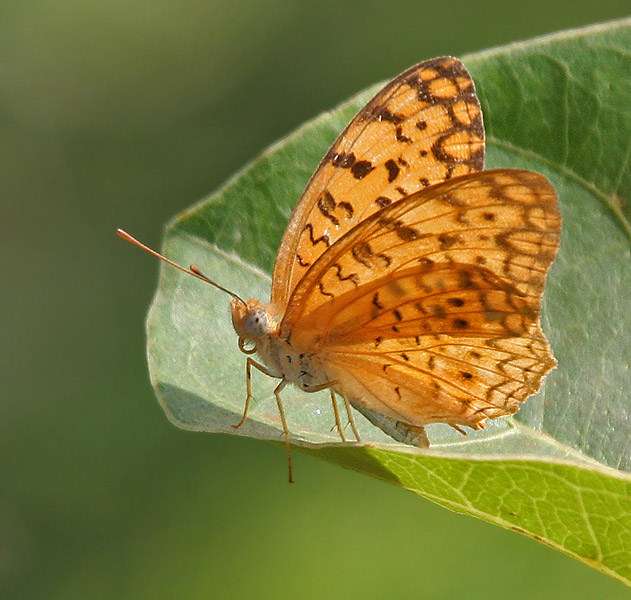
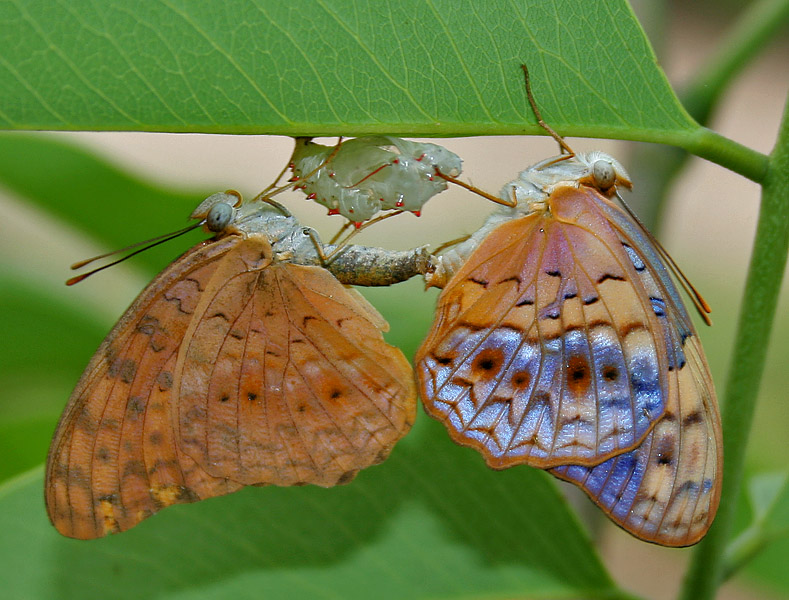

## Dottertaxa tillPhalanta, i alfabetisk ordning[1]
- Phalanta aethiopica
- Phalanta agoria
- Phalanta alcesta
- Phalanta alciope
- Phalanta alcippe
- Phalanta alcippina
- Phalanta alcippoides
- Phalanta andamana
- Phalanta araca
- Phalanta ariel
- Phalanta arruanae
- Phalanta asinia
- Phalanta aurica
- Phalanta bellona
- Phalanta burmana
- Phalanta celebensis
- Phalanta cervina
- Phalanta cervinides
- Phalanta ceylonica
- Phalanta denosa
- Phalanta drepana
- Phalanta enganica
- Phalanta ephyra
- Phalanta exulans
- Phalanta floresiana
- Phalanta fraterna
- Phalanta gabertii
- Phalanta granti
- Phalanta interposita
- Phalanta kinitis
- Phalanta luzonica
- Phalanta madagascariensis
- Phalanta marquesana
- Phalanta mercea
- Phalanta mysolensis
- Phalanta omarion
- Phalanta pallidior
- Phalanta phalantha
- Phalanta philiberti
- Phalanta propinqua
- Phalanta quinta
- Phalanta rennellensis
- Phalanta semperi
- Phalanta seychellarum
- Phalanta tiomana
- Phalanta violetta